# Nejlikordningen
Nejlikordningen (Caryophyllales) är en ordning av trikolpater. I nyare klassificeringssystem finns två undergrupper. I den ena ingår följande familjer:
- Achatocarpaceae
- Amarantväxter (Amaranthaceae)
- Asteropeiaceae
- Barbeuiaceae
- Didiereaceae
- Isörtsväxter (Aizoaceae)
- Kaktusväxter (Cactaceae)
- Kermesbärsväxter (Phytolaccaceae)
- Kransörtsväxter (Molluginaceae)
- Malabarspenatväxter (Basellaceae)
- Nejlikväxter (Caryophyllaceae)
- Physenaceae
- Portlakväxter (Portulacaceae)
- Sarcobataceae
- Stegnospermataceae
- Underblommeväxter (Nyctaginaceae)

Förutom Asteropeiaceae och Physenaceae ingick samtliga ovanstående familjer i ordningen Caryophyllales i det äldre Cronquistsystemet. Då ingick även Stegnospermataceae och Barbeuiaceae i kermesbärsväxterna. Det fanns även en familj mållväxter (Chenopodiaceae) som numera ingår i Sarcobataceae och amarantväxterna. Asteropeiaceae och Physenaceae är båda monotypiska och har bara ett enda släkte vardera. Dessa placerades tidigare i teväxter respektive kaprisväxter.
Den andra gruppen av familjer i nuvarande Caryophyllales är följande:
- Ancistrocladaceae
- Dioncophyllaceae
- Drosophyllum lusitanicum (endast en art)
- Frankeniaväxter (Frankeniaceae)
- Kannrankeväxter (Nepenthaceae)
- Sileshårsväxter (Droseraceae)
- Slideväxter (Polygonaceae)
- Tamariskväxter (Tamaricaceae)
- Triftväxter (Plumbaginaceae)

I Cronquistsystemet hade slideväxterna och triftväxterna sina egna ordningar och dessa samt dåvarande Caryophyllales utgjorde underklassen Caryophyllidae. Sileshårsväxterna och kannrankeväxterna (där Drosophyllaceae ingick) samt flugtrumpetväxterna (ingår numera i ljungordningen) utgjorde ordningen Nepenthales. Resterande familjer var placerade i Violales. 
Ytterligare två familjer ingår i Caryophyllales, men inte i någon av ovanstående två grupper:
- Jojobaväxter (Simmondsiaceae)
- Rhabdodendraceae